# Ti (album)
Ti è il quinto album della cantante croata Maja Blagdan, pubblicato nel 1999 attraverso l'etichetta discografica Croatia Records.

## Tracce
Download digitale
1. Kad žena plaća – 4:08
2. U kraju mom – 3:44
3. Kakav si, takav si – 3:28
4. Ja, oprostila sam sve – 4:20
5. Tražiš me – 3:11
6. Morala sam, morala – 3:57
7. Što će mi život – 3:07
8. Ti – 4:16
9. Ja odlazim – 3:38
10. Ostani – 3:08